# Wintel
Wintel es un acrónimo informal que se refiere a la asociación entre Microsoft e Intel para la producción de ordenadores personales que utilizan procesadores con la arquitectura x86 que ejecutan el sistema operativo Microsoft Windows.

## Trasfondo
A principios de la década de los 80, el caos y la incompatibilidad que reinaban en el mercado de los ordenadores personales habían dado paso a un reducido número de estándares industriales de facto, incluido el bus S-100, CP/M, el Apple II, Microsoft BASIC en una memoria de solo lectura (ROM) y las disqueteras de 5"1⁄4. Ninguna empresa controlaba la industria y la competencia aseguraba que la innovación tanto en hardware como en software fuera lo habitual y no la excepción. El sistema operativo Microsoft Windows y los procesadores Intel se popularizaron y su alianza les brindó el dominio del mercado.
Intel afirmó que esta asociación ha permitido a las dos empresas brindar a los clientes el beneficio de "una espiral aparentemente interminable de caída de precios y aumento del rendimiento" (a seemingly unending spiral of falling prices and rising performance).